# Heliconius halli
Heliconius halli är en fjärilsart som beskrevs av William James Kaye 1919. Heliconius halli ingår i släktet Heliconius och familjen praktfjärilar. Inga underarter finns listade i Catalogue of Life.